# Mueang Samut Prakan (huyện)
Mueang Samut Prakan (tiếng Thái: อำเภอเมืองสมุทรปราการ, phát âm [mɯ̄aŋ sā.mùt prāː.kāːn] pronunciationⓘ) là huyện thủ phủ (Amphoe Mueang) của tỉnh Samut Prakan, miền trung Thái Lan. Huyện này có dân số đông nhất trong các huyện của Thái Lan.

## Hành chính
Huyện này được chia thành 13 phó huyện (tambon). Thành phố (thesaban nakhon) Samut Prakan nằm trên toàn bộ tambon Pak Nam. Có 5 thị trấn (thesaban tambon) - Dan Sam Rong nằm trên một phần của tambon Samrong Nuea, Samrong Nuea nằm trên một phần của tambon Samron Nuea, Bang Mueang Mai và Thepharak. Bang Mueang nằm trên một phần của tambon Bang Mueang, Bang Mueang Mai và Thepharak. Bang Pu nằm trên toàn bộ tambon Bang Pu, Bang Pu Mai, Thai Ban và Thai Ban Mai; Phraek Sa nằm trên một phần của tambon Phraek Sa và Phraek Sa Mai. Có 6 Tổ chức hành chính tambon quản lý các khu vực phi thành thị.
| STT. | Tên             | Tên Thái   | Số làng | Dân số |
| ---- | --------------- | ---------- | ------- | ------ |
| 01.  | Pak Nam         | ปากน้ำ      | 0–      | 51.495 |
| 02.  | Samrong Nuea    | สำโรงเหนือ  | 0–      | 72.495 |
| 03.  | Bang Mueang     | บางเมือง    | 0–      | 68.362 |
| 04.  | Thai Ban        | ท้ายบ้าน     | 0–      | 25.559 |
| 05.  | Bang Pu Mai     | บางปูใหม่    | 0–      | 39.435 |
| 06.  | Phraek Sa       | แพรกษา     | 07      | 60.549 |
| 07.  | Bang Prong      | บางโปรง    | 04      | 10.239 |
| 08.  | Bang Pu         | บางปู       | 0–      | 6.729  |
| 09.  | Bang Duan       | บางด้วน     | 08      | 7.992  |
| 010. | Bang Mueang Mai | บางเมืองใหม่ | 0–      | 51.980 |
| 011. | Thepharak       | เทพารักษ์    | 09      | 49.599 |
| 012. | Thai Ban Mai    | ท้ายบ้านใหม่  | 0–      | 48.037 |
| 013. | Phraek Sa Mai   | แพรกษาใหม่  | 07      | 48.508 |

Các mã địa lý không có là các tambon được tách để lập huyện Phra Samut Chedi.